# Bos
Bos är ett släkte i underfamiljen oxdjur (Bovinae). Flera av släktets arter har domesticerats.

## Kännetecken
Arterna i släktet är stora, kraftfullt byggda djur med starka extremiteter och lång svans. Kroppslängden (huvud och bål) ligger mellan 1,80 och 3,2 meter och svansen är 0,6 till 1 meter lång. Mankhöjden ligger mellan 1,2 och 2 meter och vikten mellan 400 och 1000 kilogram. Hanar är oftast betydligt tyngre än honor. I motsats till andra slidhornsdjur finns inga körtlar under ögonen och mellan hovarna. Horn finns hos bägge könen men hanarnas horn är större och tjockare.

## Utbredning och levnadssätt
Släktets ursprungliga utbredningsområde fanns i stora delar av Eurasien och i norra Afrika. Habitatet utgörs vanligtvis av glesa skogar och gräsland men varierar mellan arterna. Medan de vilda formerna i stort sett är utrotade finns de domesticerade formerna i människans närhet över hela världen.
Arterna i släktet Bos lever i hjordar som oftast består av en enda hanne, ett flertal honor och deras ungdjur. Andra hannar lever ensamma eller i ungkarlsgrupper. För vilda populationer gäller att hannar uteslutas från hjorden utanför parningstiden. Honorna upprättar en hierarki. Djuren är växtätare och har som alla idisslare en mage med flera kamrar för att smälta och tillvarata växtämnena på bästa möjliga sätt.

## SläktetBosoch människor
Fyra av släktets fem arter har domesticerats. Denna process började för cirka 10.000–8.000 år sedan. Idag används de huvudsakligen som dragdjur och som producenter av kött och mjölk. Beståndet av de vilda formerna är allt mer hotat; uroxen är utdöd, kouprey räknas enligt IUCN som akut hotad, banteng som starkt hotad och jak samt gaur som sårbara.

## Systematik
Släktets systematik är omstridd, mycket beroende på att tama och vilda former betraktades som olika arter när de först beskrevs vetenskapligt. Dessutom finns hybrider mellan de olika arterna. Vanligtvis räknas fem nu levande arter.
Recenta arter:
- Nötkreatur (Bos taurus)
- Jak (Bos grunniens), lever på stäpper och i högland i norra och centrala Asien. Arten är sedan 2000 år domesticerad.
- Gaur (Bos frontalis), är den största arten i släktet och förekommer i södra och sydöstra Asien. Den domesticerade formen, som bara förekommer i norra Indien och angränsande regioner, kallas gayal.
- Banteng (Bos javanicus), kommer ursprungligen från Sydostasien. Arten har domesticerats. Tidigare tama djur som har rymt och numera lever vilt finns i flera sydöstasiatiska länder och i Australien.
- Kouprey (Bos sauveli), lever i Sydostasien och är särskilt starkt hotad.

Utdöda arter, delvis med omstridd artstatus:
- † Uroxe (Bos primigenius)
- † Bos aegyptiacus
- † Bos acutifrons
- † Bos planifrons

Enligt nyaste undersökningar är släktet möjligtvis parafyletiskt. Dessa visade att arten jak är närmare släkt med djurgruppen Bison än med släktet Bos.